# Campionato oceaniano femminile di pallacanestro 2009
Il 13º Campionato Oceaniano Femminile di Pallacanestro FIBA (noto anche come FIBA Oceania Championship for Women 2009) si è svolto dal 31 agosto al 2 settembre 2009 in Australia e in Nuova Zelanda.
I Campionati oceaniani femminili di pallacanestro sono una manifestazione biennale tra le squadre nazionali femminili del continente, organizzata dalla FIBA Oceania.

## Squadre partecipanti
- Australia
- Nuova Zelanda

## Gare
|  | Finale        |               |    |    |     |  |
|  |               |               |    |    |     |  |
|  | Australia     | Australia     | 98 | 97 | 195 |  |
|  | Nuova Zelanda | Nuova Zelanda | 48 | 57 | 105 |  |

| Wellington 31 agosto 2009, ore 19:30 UTC+13 | Nuova Zelanda | 48 – 98 (9-16, 25-45, 41-76) | Australia |  |
| \| \| \| \| \| Edmondson 19 \| Punti \| 22 Cambage \| \| Bates, McMeeken-Ruscoe 2 \| Assist \| 5 Poto \| \| N. Purcell 9 \| Rimbalzi \| 10 Grima \| |               |                              |           |  |
| |               |                              |           |  |
| Edmondson 19 | Punti         | 22 Cambage                   |           |  |
| Bates, McMeeken-Ruscoe 2 | Assist        | 5 Poto                       |           |  |
| N. Purcell 9 | Rimbalzi      | 10 Grima                     |           |  |

| Canberra 2 settembre 2009, ore 19:00 UTC+10                                                                                           | Australia | 97 – 57 (27-15, 53-27, 72-41) | Nuova Zelanda |  |
| \| \| \| \| \| Bibby 19 \| Punti \| 11 Edmondson \| \| Richards 4 \| Assist \| 3 Edmondson \| \| Poto 9 \| Rimbalzi \| 7 Walbutton \| |           |                               |               |  |
| |           |                               |               |  |
| Bibby 19 | Punti     | 11 Edmondson                  |               |  |
| Richards 4 | Assist    | 3 Edmondson                   |               |  |
| Poto 9 | Rimbalzi  | 7 Walbutton                   |               |  |

## Campione
Australia
(12º titolo)

## Classifica finale
| Posizione | Squadra       | Vinte/Perse |
| --------- | ------------- | ----------- |
| Oro       | Australia     | 2–0         |
| Argento   | Nuova Zelanda | 0-2         |